# Diamantne palače
Diamantna palača (italijansko Palazzo dei Diamanti) je renesančna palača na ulici Corso Ercole I d'Este 21 v Ferrari v deželi Emilija – Romanja v Italiji. V glavnem nadstropju palače je Pinacoteca Nazionale di Ferrara (Nacionalna slikarska galerija Ferrara). Stoji poleg palače Prosperi-Sacrati.

## Zgodovina
Da bi prilagodil rast Ferrare, je leta 1492 vojvoda Ercole I. d'Este porušil srednjeveško obzidje mesta na severu in dal sodnemu arhitektu Biagiu Rossettiju zasnovati urbano širitev, znano kot Addizione Erculea. Rosettija je naročil Sigismondo d'Este, brat vojvode Ercola I., da zgradi to palačo na prestižnem stičišču tistega, kar naj bi bilo Decumanus Maximus (zdaj obsega Corsi Porta Po, Biagio Rossetti in Porta Mare) in Cardo Maximus (Corso Ercole I d'Este) "urbanega dodatka". Zgrajena je bila med letoma 1493 in 1503. Kot stanovanjsko hišo jo je uporabljala družina d'Este, od leta 1641 Villa marquis, leta 1832 pa je palačo prevzela občina Ferrara za namestitev Narodne galerije umetnosti in Civilne univerze.

## Opis
Najbolj presenetljiva značilnost je diamantna rustika zunanjih sten: sestavljena je iz približno 8500 belih (z rožnatimi žilami) marmornih blokov, izklesanih v obliki diamantov, od tod tudi njeno ime. Postavitev diamantov je različna, da se čim bolj poveča svetloba, ki se odbija od zgradbe, kar ustvarja precej vizualni učinek. Palača je znana tudi po kandelabrih in fitomorfnih kotnih motivih. V notranjosti ima tipično renesančno dvorišče s križnim hodnikom in marmornim vodnjakom; slednji je značilnost vrtov v Ferrari.

## Pinakoteka Nazionale di Ferrara
V glavnem nadstropju palače je Pinacoteca Nazionale (nacionalna galerija slik) s slikami ferrarske šole od srednjega veka do 18. stoletja. Najstarejše slike so velike freske (Zmaga sv. Avguština avtor Serafino da Modena) in lesene plošče z zlatimi ozadji, kot je Madona z otrokom Gentile da Fabriano. Glavni umetniki iz 15. stoletja v Ferrari, ki so zastopani v muzeju, so Cosmè Tura (Giudizio in Mučeništvo sv Maurelia), Ercole de' Roberti, Vicino da Ferrara in Michele Pannonio. Obstajajo dela iz družinskih zbirk d'Este, vključno z delom Andrea Mantegna (Cristo con l'animula della Madonna). V palači Belfiore sta tudi dve deli neznanih umetnikov iz zbirke markiza Leonella d'Esteja.
Največji ferrarski slikar iz 16. stoletja, Benvenuto Tisi ali Il Garofalo, je predstavljen s številnimi deli, med drugim Pala Costabili, ki je nastala v sodelovanju z Dosso Dossijem. Obdobje manierizma predstavlja Bastianino, ki v svojih delih uporablja podobno tehniko kot Michelangelo. Med drugimi umetniki v zbirki so Amerigo Aspertini, Giuseppe Avanzi, Baldassarre d'Este, Jacopo Bambini, Bastarolo (Giuseppe Mazzuoli), Giovanni Bellini, Jacopo Bellini, il Ortolano, Carlo Bononi (1569–1632), Vittorero da Carpamo Carpi (1500–1556), Agostino Carracci, Ludovico Carracci, Coltellini (1480–1535/42), Francesco del Cossa (1435/1436–1478), Lorenzo Costa (ok. 1460–1535), Giulio Bat, Domeninista Cromer, Dossi (ok. 1490–1548), Francesco Francia (1450–1517), Gaetano Gandolfi, Ubaldo Gandolfi, Maestro degli Occhi Spalancati, Maineri, Giovanni da Modena (dejaven 1398), Ludovico Mazzolino (ok.1480/1530), Panetti, Giacomo Parolini, Nicolò Pisano (Nicolò dell'Abrugia), Nicolò Roselli (1500–c. 1580), Maurelio Scannavini, Scarsellino (c. 1550–1620), Simone de Crocifissi, Bartoo de Crocifissi, Bartoo Zoloe, Tin –1743).[1]

## Galerija moderne in sodobne umetnosti
V spodnjem nadstropju je Galerija moderne in sodobne umetnosti, ki gosti začasne razstave na visoki ravni od leta 1992, ko je bil prostor odprt z razstavo o Claudu Monetu in njegovih prijateljih. Nekatere najpomembnejše predstave, ki potekajo tukaj, so bile:
- Od Dahla do Edvarda Muncha in Alfreda Sisleyja. Pesnik impresionizma leta 2002,
- Edgar Degas in Italijani v Parizu leta 2003,
- Kubizem. Revolucija in tradicija leta 2004,
- Corot. Narava, čustva, spomin v letu 2006,
- André Derain in simbolika leta 2007,
- Cosmè Tura in Francesco del Cossa. Umetnost Ferrare v času Borso d'Esteja in Joana Mirója. Pokrajina leta 2008,
- Turner in Italija leta 2009,
- Giovanni Boldini v Parizu med impresionizmom, od Braqueja do Kandinskega do Chagalla. Aimé Maeght in njegovi umetniki leta 2010
- Jean-Baptiste-Siméon Chardin. Slikar tišine v letih 2010–2011,
- Gli anni folli. La Parigi di Modigliani, Picasso, Dalì 1918–1933 v letih 2011–2012,
- Sorolla. Giardini di luce leta 2012,
- Lo sguardo di Michelangelo Antonioni e le arti in Zurbarán (1598–1664) leta 2013,
- Matisse. La Figura. La forza della linea, l'emozione del colore leta 2014.